# Поланур (Медведевський район)
Полану́р (рос. Поланур, марій. Поланур) — присілок у складі Медведевського району Марій Ел, Росія. Входить до складу Шойбулацьке сільського поселення.

## Населення
Населення — 65 осіб (2010; 33 у 2002).
Національний склад (станом на 2002 рік):
- лучні марійці — 79 %